# Carlos Armando Lara
Carlos Armando Lara (* 27. Juli 1934 in Argentinien; † 20. Mai 2001 in Mexiko-Stadt), auch bekannt unter dem Spitznamen „El Charro“, war ein argentinisch-mexikanischer Fußballspieler auf der Position des Stürmers, der nach seiner aktiven Karriere bei diversen mexikanischen Vereinen als Fußballtrainer tätig war.

## Verein
Soweit feststellbar, begann Lara seine Profikarriere in Mexiko beim CD Zacatepec, für den er zwischen 1956 und 1966 über einen Zeitraum von zehn Jahren spielte. In den ersten drei Jahren bei Zacatepec gewann er vier Titel und wurde außerdem bis zum Abstieg seines Vereins in die Segunda División am Saisonende 1961/62 dreimal Torschützenkönig der Primera División. Er blieb dem Verein auch in der Zweitligasaison 1962/63 verbunden und schaffte mit Zacatepec den direkten Wiederaufstieg. Nach dem erneuten Abstieg zum Saisonende 1965/66 wechselte Lara für eine Saison zum Deportivo Toluca FC (1966/67), bevor er seine aktive Karriere in den beiden darauffolgenden Spielzeiten bei Necaxa ausklingen ließ.

### Nationalmannschaft
Seine Karriere in der mexikanischen Nationalmannschaft beschränkte sich auf einen Zeitraum von nur fünf Monaten, in dem er zwischen dem 29. Oktober 1961 (1:0 gegen Paraguay in einem WM-Qualifikationsspiel) und dem 1. April 1962 (1:0 gegen Kolumbien in einem Freundschaftsspiel) insgesamt vier Länderspiele absolvierte. Er gehörte aber nicht zum mexikanischen WM-Aufgebot 1962.

## Erfolge

### Verein
- Mexikanischer Meister: 1958 und 1967
- Mexikanischer Pokalsieger: 1957 und 1959
- Mexikanischer Supercup: 1958

### Persönlich
- Torschützenkönig der Primera División: 1957/58 (19 Treffer), 1960/61 (22 Tore) und 1961/62 (21 Tore)